# 动物森友会 快乐之家设计师
《动物森友会 快乐之家设计师》（又译作）是任天堂开发与发行的沙盒游戏，2015年在任天堂3DS平台发行。游戏是动物森友会系列的衍生作品，玩家为各动物角色设计房屋。本作的一大特点是首款支持卡片式Amiibo的游戏，在游戏中使用Amiibo卡片可以将卡片上的角色引入到游戏中。

## 概述
本作淡化动物森友会系列广泛的社区模拟玩法，而专注于房屋设计；玩家作为快乐之家设计师的员工，根据动物人物的建议为其他动物村民设计住宅。玩家的后期发展，会得到一些额外的家具元素。除外，玩家也可以造訪已完成建造的房屋。
游戏支持与「動物森友會Amiibo卡片」配合使用；玩家可通過扫描卡片访问卡片角色上的房屋，并為卡片角色玩家设计房屋。

## 开发
动物森友会的系列制作人京極彩解释道：《快乐之家设计师》的灵感来自于动物森友会中玩家设计房屋的内部过程，指出“我们必须深思熟虑一下，这个动物会有着什么样的东西？他们的爱好有哪些？当我们试图弄清楚他们想要什么时候是非常有趣的，所以我们觉得我们可以将这种建筑体验送给玩家。”玩家在设计住宅时并不与具体预算挂钩；虽然这个想法之前被考虑，但很快会被否决掉，因为开发团队认为这样的限制玩家的创造力。
2021年10月15日，在任天堂直面會上宣佈於同年11月5日推出《集合啦！動物森友會》的DLC《集合啦！動物森友會 快樂家樂園》，吸收眾多《快乐之家设计师》的大量創作靈感，不同的是《快樂家樂園》是以度假村為主題。

## 评价
游戏获得一般的评价。2016年2月時日版銷量148萬，全球銷量293萬。